# メリウス・ユハース・ペーテル
メリウス・ユハース・ペーテル（ハンガリー語: Méliusz Juhász Péter 1532年 – 1572年12月25日）は、トランシルヴァニアの植物学者、作家、カルヴァン派の神学者、聖職者。ユニテリアン教会のダーヴィド・フェレンツとの宗教会議での論争で知られ、各地で多数の信仰告白を作成した（デブレツェン（1567年）、カッシャ（1568年） 、ヴァーラド（1568年8月18日））。ヴァーラド信仰告白の後、「センテンティア・カトリカ」を出版した。
ガーシュパール・カーロイは、ヴィジョイ聖書を作成するにあたり、聖書翻訳の出典の一人としてメリウスの名をあげている。
1578年に出版された『植物誌』は、ハンガリー語による最初の植物学・薬学の書物である。